# Obdurodon insignis
Obdurodon insignis – wymarły gatunek dziobaka z rodzaju obdurodon (Obdurodon). Żył w oligocenie na terenie Australii. Został odkryty w 1975 roku przez Mike O. Woodburne i Dick H. Tedford w Etudunna Formation na pustyni Tirari (Australia Południowa).